# Corona 111
Corona 111 – amerykański wojskowy satelita rozpoznawczy przeznaczony do wykonywania zdjęć powierzchni Ziemi. Trzydziesty piąty statek serii KeyHole-4A tajnego programu CORONA. Kapsuły powrotne odzyskano w locie nad Pacyfikiem 16 sierpnia (1036-1) i 22 sierpnia (1036-2) 1966 roku. 

## Opis

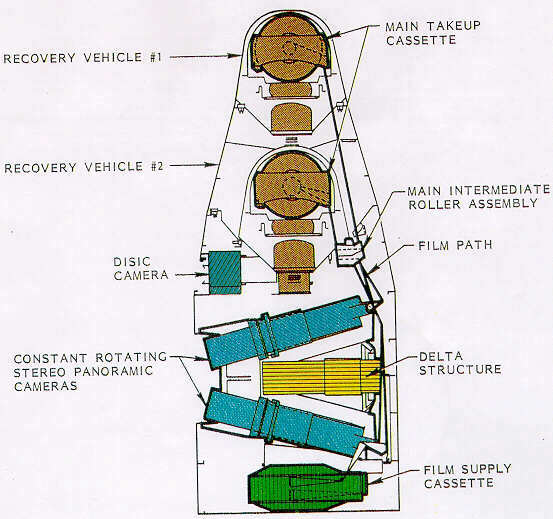
Przekrój pokazujący budowę satelity KH-4A

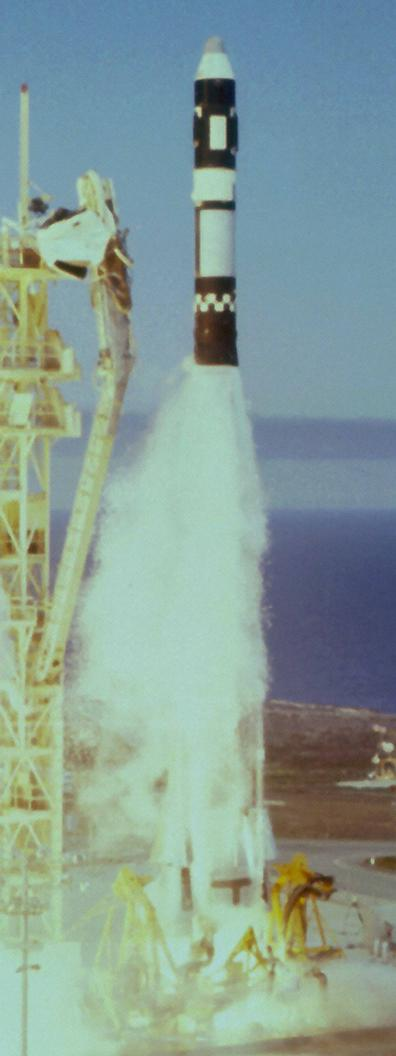
Start rakiety Thorad SLV2G Agena D z satelitą Corona 111, 9 sierpnia 1966 roku

Głównym komponentem satelity były dwie szerokokątne kamery wyprodukowane przez Itek Corporation, z obiektywem o ogniskowej 610 mm, ze średnicą soczewek 180 mm. Kamery obsługiwały czarno-białą błonę fotograficzną o szerokości 70 mm wyprodukowaną przez firmę Eastman Kodak. Uzyskiwana rozdzielczość zdjęć dochodziła do 170 linii na 1 milimetr filmu. Film po naświetleniu był przesuwany za pomocą zestawu rolek do odpowiedniej kapsuły. Na początku misji naświetlony film był przekazywany do kapsuły nr 1, która następnie oddzielała się od satelity, lądowała na spadochronie w rejonie Pacyfiku i była przechwytywana podczas opadania przez specjalnie do tego przystosowany samolot. Następnie cykl powtarzano w odniesieniu do kapsuły nr 2 .
Stabilizację satelity zapewniał system składający się z dodatkowej kamery i silników korekcyjnych. Kamera ta skierowana na wybrane gwiazdy, gwarantowała, że główne kamery szerokokątne są skierowane w kierunku Ziemi. W przypadku wykrycia tendencji do utraty kontaktu z gwiazdami, uruchamiane były silniczki korekcyjne . 

## Misja
Misja rozpoczęła się 9 sierpnia 1966 roku, kiedy rakieta Thorad SLV-2G Agena D wyniosła z kosmodromu Vandenberg na niską orbitę okołoziemską 35. satelitę z serii KH-4A. Po znalezieniu się na orbicie KH-4A 1036 otrzymał oznaczenie COSPAR 1966-072A. Śledzeniem i sterowaniem satelitą zajmował się naziemny ośrodek Satellite Test Center w Sunnyvale.
Kapsuła 1036-1 lądowała na Pacyfiku 16 sierpnia, 1036-2 lądowała 22 sierpnia 1966 roku.
Jakość wykonanych przez satelitę zdjęć uznano za dobrą, nieco lepsze były zdjęcia z drugiej części misji 1036-2, z powodu lepszych warunków atmosferycznych. Wśród drobnych wad systemu zauważono niepełną ochronę błony fotograficznej przed niepożądanym naświetleniem, a także odciśnięcie śladu rolek na błonie fotograficznej i jej drobne zarysowania. 40 procent czasu misji przebiegało w warunkach zachmurzenia fotografowanego terenu. Satelita podczas trwającej 14 dni misji, wykonał 119 przelotów nad fotografowanymi celami.
Satelita spłonął w atmosferze 11 września 1966 roku .